# Адміністративний поділ Пакистану
Адміністративний поділ Пакистану складається з 4 провінцій, 1 федеральної столичної території, і 2 територій Кашміру, адміністративно підпорядкованих Пакистану.

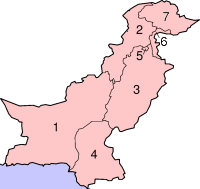
Адміністративний поділ Пакистану

## Адміністративно-територіальний поділ Пакистану
| № | Регіон                                                           | Центр        | Статус                         | Площа, кв.км | Населення (2007), тис. чол. |
| - | ---------------------------------------------------------------- | ------------ | ------------------------------ | ------------ | --------------------------- |
| 1 | Белуджистан                                                      | Кветта       | провінція                      | 347 190      | 8 055,407                   |
| 2 | Хайбер-Пахтунхва (раніше Північно-Західна Прикордонна Провінція) | Пешавар      | провінція                      | 74 521       | 22 249,821                  |
| 3 | Пенджаб                                                          | Лахор        | провінція                      | 205 344      | 89 465,106                  |
| 4 | Сінд                                                             | Карачі       | провінція                      | 140 914      | 37 798,292                  |
| 5 | Федеральна столична територія                                    | Ісламабад    | федеральна територія           | 907          | 1 225,117                   |
| 6 | Азад Кашмір                                                      | Музаффарабад | пакистанська територія Кашміру | 11 639       | 4 067,856                   |
| 7 | Гілгіт-Балтистан (раніше Північні Території)                     | Гілгіт       | пакистанська територія Кашміру | 72 520       | 1 155,755                   |